# Saint-Benoit-en-Diois
Saint-Benoit-en-Diois ist eine französische Gemeinde mit 34 Einwohnern (Stand: 1. Januar 2022) im Département Drôme in der Region Auvergne-Rhône-Alpes. Sie gehört zum Arrondissement Die und zum Kanton Le Diois. Die Nachbargemeinden sind Rimon-et-Savel, Espenel, Aurel, Pennes-le-Sec, Vercheny und Pradelle. Die Bewohner werden Saint-Bénédictins und Saint-Bénédictines genannt.

## Bevölkerungsentwicklung
| Jahr                       | 1962 | 1968 | 1975 | 1982 | 1990 | 1999 | 2008 | 2015 |
| -------------------------- | ---- | ---- | ---- | ---- | ---- | ---- | ---- | ---- |
| Einwohner                  | 43   | 41   | 31   | 30   | 29   | 31   | 33   | 26   |
| Quellen: Cassini und INSEE |      |      |      |      |      |      |      |      |

## Sehenswürdigkeiten
- Kirche Saint-Benoit aus dem 13. Jahrhundert, inklusive des Friedhofs seit 1926 als Monument historique eingeschrieben
- Burgruine

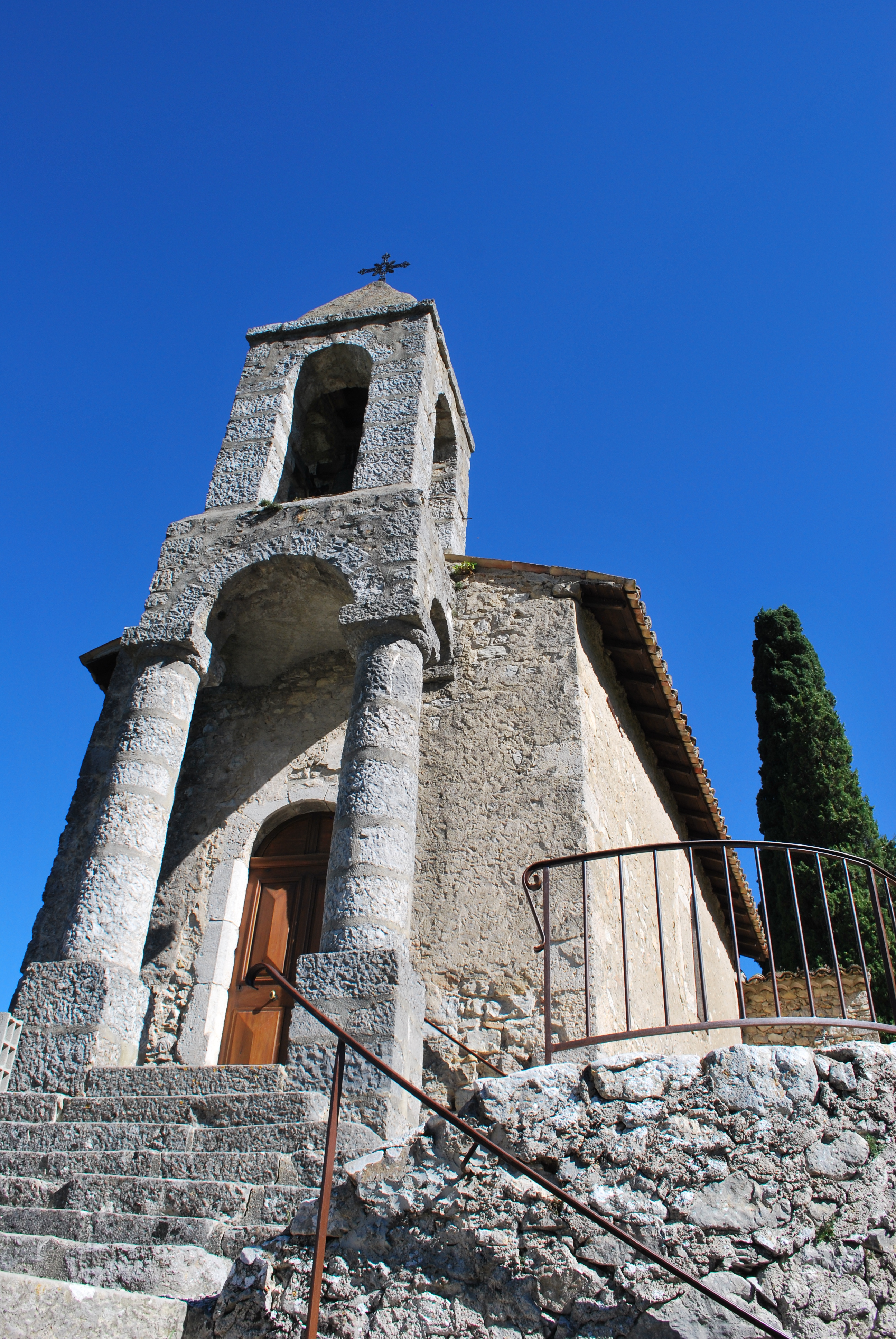
Kirche Saint-Benoit
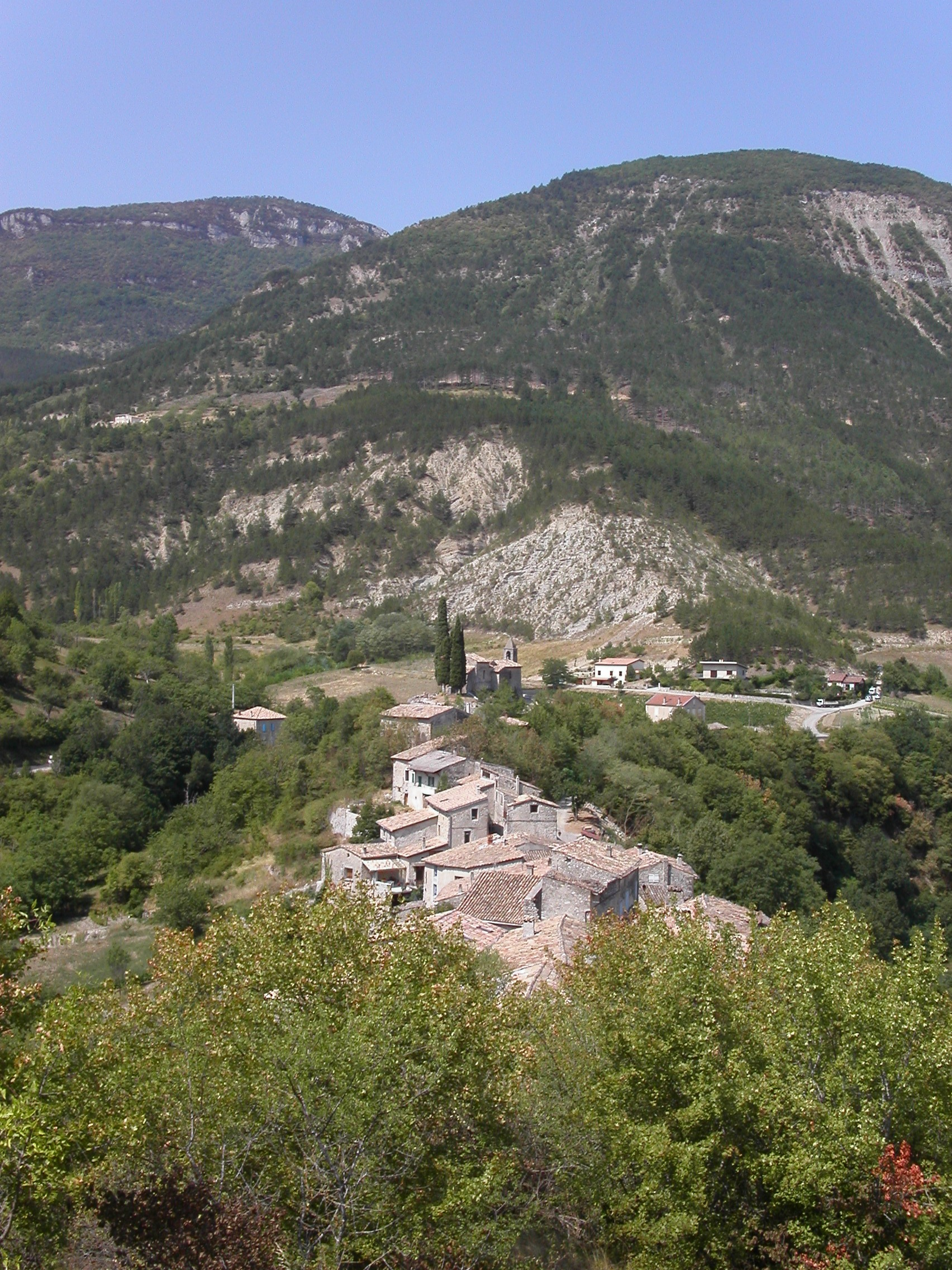
Burgruine